# Park Hae-jin
Đây là một tên người Triều Tiên, họ là Park.
Park Hae-jin (Hangul: 박해진, sinh ngày 1 tháng 5 năm 1983) là nam người mẫu và diễn viên người Hàn Quốc. Anh nổi tiếng nhất qua các vai diễn Yeon Ha-nam trong Những nàng công chúa nổi tiếng, Shin Myung-hoon trong Phía đông vườn địa đàng , Lee Sang-woo trong Seo Young của bố, Lee Hwi-kyung trong Vì sao đưa anh tới, Han Jae Joon trong Bác sĩ xứ lạ và Yoo Jung "sunbae" trong Bẫy tình yêu.

## Cuộc sống cá nhân
Cha mẹ Park Hae-jin ly hôn khi anh còn nhỏ, anh chuyển về với mẹ sau 17 năm xa cách.

## Danh sách phim

### Phim truyền hình
| Năm  | Tác phẩm                                                                  | Vai diễn                     | Kênh          |
| ---- | ------------------------------------------------------------------------- | ---------------------------- | ------------- |
| 2006 | Những nàng công chúa nổi tiếng (Famous Chil Princesses)                   | Yeon Ha-nam                  | KBS           |
| 2007 | Như trên Thiên đường và Mặt đất (Like Land and Sky)                       | Jung Moo-young               | KBS           |
| 2008 | Phía đông vườn địa đàng (East of Eden)                                    | Shin Myung-hoon              | MBC           |
| 2009 | Nhiệt huyết thương trường (Hot Blood)                                     | Ha Ryu                       | KBS           |
| 2011 | Nhặt ký lấy chồng của Tiền Đa Đa (Qian Duo Duo Jia Ren Ji - 钱多多嫁人记) | Hứa Phi                      | Hồ Nam TV     |
| 2012 | Cuộc sống tươi đẹp khác (Another Kind of Splendid Life - 另一种灿烂生活)  | Liu Da Ming                  | Hồ Nam TV     |
| 2012 | Seo Young của bố (Seoyoung, My Daughter)                                  | Lee Sang-woo                 | KBS           |
| 2013 | Loves Relativity                                                          | Li Ang                       | Tây An TV     |
| 2013 | Vì sao đưa anh tới (My Love from the Star)                                | Lee Hwi-kyung                | SBS           |
| 2014 | Bác sĩ xứ lạ (Doctor Stranger)                                            | Han Jae Joon / Lee Sung Hoon | SBS           |
| 2014 | Chó săn (Bad guys)                                                        | Lee Jung-moon                | OCN           |
| 2015 | Nam nhân bang (Secret Society of Men – Friends)                           | Zhao Hai Peng                |               |
| 2016 | Bẫy tình yêu (Cheese in the Trap)                                         | Yoo Jung                     | tvN           |
| 2016 | Far Away Love (遠得要命的愛情)                                            | Shen An                      | Quảng Đông TV |
| 2017 | Man To Man                                                                | Kim Seol Won                 | JTBC          |
| 2020 | Forest                                                                    | Kang San-hyuk                | KBS2          |
| 2020 | Kkondae thực tập (Kkondae Intern)                                         | Ka Yeol-Chan                 | MBC           |
| 2022 | From now on, Showtime                                                     | Cha Cha-woong                | MBC           |
| 2023 | The Killing Vote                                                          | Kim Moo-chan                 | SBS           |

### Phim điện ảnh
| Năm  | Tác phẩm                          | Vai          |  |
| ---- | --------------------------------- | ------------ |  |
| 2010 | The Rhythm of Chopsticks          | khách mời    |  |
| 2015 | Snow in Sea Breeze                | Lee Sang-woo |  |
| 2018 | Bẫy tình yêu (Cheese in the trap) | Yoo Jung     |  |

### Chương trình tạp kĩ
| Năm  | Chương trình              | Kênh                  |
| ---- | ------------------------- | --------------------- |
| 2009 | Family Outing             | SBS                   |
| 2012 | Happy Together            | KBS                   |
| 2016 | Star Awards 2016 (Show 1) | Mediacorp (Channel 8) |

### Xuất hiện trong video ca nhạc
| Năm  | Nghệ sĩ | Tựa đề                               |
| ---- | ------- | ------------------------------------ |
| 2007 | The Way | "Love... It's Painful" (사랑 아프다) |

## Giải thưởng và đề cử
| Năm  | Lễ trao giải                | Hạng mục                                      | Tác phẩm               | Kết quả   |
| ---- | --------------------------- | --------------------------------------------- | ---------------------- | --------- |
| 2006 | KBS Drama Awards            | Best New Actor                                | Famous Chil Princesses | Đoạt giải |
| 2006 | KBS Drama Awards            | Best Couple with Lee Tae-ran                  | Famous Chil Princesses | Đoạt giải |
| 2007 | 43rd Baeksang Arts Awards   | Best New Actor (TV)                           | Famous Chil Princesses | Đoạt giải |
| 2007 | KBS Drama Awards            | Excellence Award, Actor in a Daily Drama      | Like Land and Sky      | Đoạt giải |
| 2007 | KBS Drama Awards            | Best Couple with Han Hyo-joo                  | Like Land and Sky      | Đoạt giải |
| 2008 | MBC Drama Awards            | Best New Actor                                | East of Eden           | Đoạt giải |
| 2009 | Asia Model Festival Awards  | Most Popular Male Star                        | N/A                    | Đoạt giải |
| 2009 | KBS Drama Awards            | Excellence Award, Actor in a Mid-length Drama | Hot Blood              | Đề cử     |
| 2012 | KBS Drama Awards            | Best Supporting Actor                         | My Daughter Seo-young  | Đề cử     |
| 2014 | 7th Korea Drama Awards      | Excellence Award, Actor                       | My Love from the Star  | Đề cử     |
| 2014 | 7th Style Icon Awards       | Top 10 Style Icons                            | N/A                    | Đoạt giải |
| 2014 | 3rd APAN Star Awards        | Excellence Award, Actor in a Miniseries       | My Love from the Star  | Đề cử     |
| 2014 | SBS Drama Awards            | Excellence Award, Actor in a Drama Special    | Doctor Stranger        | Đề cử     |
| 2015 | 8th Korea Drama Awards      | Top Excellence Award, Actor                   | Bad Guys               | Đề cử     |
| 2015 | 8th Korea Drama Awards      | KDA Award                                     | Bad Guys               | Đoạt giải |
| 2016 | Korean Cable TV Awards 2016 | Best Actor                                    | Cheese in the Trap     | Đoạt giải |

Danh sách trên chưa bao gồm các giải thưởng Quốc tế (Trung Quốc,..).